# Luigi Manzotti
Pour les articles homonymes, voir Manzotti.
Luigi Manzotti est un danseur et chorégraphe italien né à Milan le 2 février 1835 et mort dans sa ville natale le 15 mars 1905.
Après des études à Milan avec le mime Giuseppe Bocci, il débute sur scène en 1857. De 1860 à 1873, il danse à Rome dans les ballets de Giuseppe Rota, Hippolyte Monplaisir et Ferdinand Pratesi. C'est là qu'il monte ses premiers ballets, comme La morte del pescatore (1862) et Pietro Micca (1871).
Après la prise de Rome par le royaume d'Italie, il compose pour la Scala sa trilogie Excelsior (1881), Amor (1886) et Sport (1897).
Chantre de l'unité italienne, il véhicule les idéaux de la bourgeoisie industrielle et son œuvre majeure, Excelsior, créée par Enrico Cecchetti, sera présentée dans le monde entier.